# Dux provinciae Tripolitanae
El dux provinciae Tripolitanae , también conocido como comes et dux provinciae Tripolitanae, fue un cargo militar usado en el Imperio romano de Occidente en los siglos IV y V y en el Imperio romano de Oriente entre 543 y 644. Designaba a la persona que comandaba las fuerzas limitanei situadas en la provincia de Tripolitania.

## Descripción y funciones
El cargo se creó en el siglo IV a consecuencia de la reorganización estratégica del ejército emprendida por Constantino I mediante la que se dividió el ejército en dos grandes bloques: una parte estacionada de manera permanente en las fronteras cuyas unidades —los limitanei— eran comandadas por duces y otra de carácter móvil  —los comitatenses— dirigidos por comes y que apoyaban a los primeros en caso de invasión o se enfrentaba a los invasores si estos conseguían rebasar las fronteras y penetrar en el imperio. En el caso de la diócesis de África fue habitual que los comes estuvieran al mando de fuerzas tanto comitatenses como limitanei. 
El área fronteriza al cargo del dux provinciae Tripolitanae eran los restos del limes Tripolitanus que, para el siglo IV, había retrocedido desde el interior hacia la costa. Las tropas en este sector estuvieron al mando directo del comes Africae hasta que las incursiones de saqueo que los Austuriani (entre 355 y 360) aconsejaron otorgar competencias militares al gobernador civil quien pasó a titularse comes et praeses provinciae Tripolitanae.
Poco antes de 378 el mando de las tropas fue asumido, de nuevo, por el comes Africae quien lo delegó a partir del 393 en un subordinado denominado dux et corrector limitis Tripolitaniae. Este ascendió de categoría en 406 y se convirtió en comes et dux provinciae Tripolitanae.
El cargo desapareció con la conquista de África por los vándalos a mediados del siglo V y fue recuperado en 534, después de que Belisario reconquistase para el Imperio oriental las provincias africanas. A finales del siglo VI, bajo el gobierno de Mauricio, la Tripolitania fue separada del ámbito de Cartago y añadida al de Egipto. En 643, el dux tuvo que hacer frente, sin éxito, a la invasión de los árabes quienes —al año siguiente 644— habían conseguido incorporar la provincia tripolitana a sus dominios.

## Estado Mayor
Contaba con un officium o Estado Mayor que coordinaba la estrategia y asumía el control administrativo y burocrático de las tropas. Estaba formado por los siguientes cargos:
- Un principe, máximo responsable del officium y de la ejecución de las órdenes del comes.
- Varios numerarios que administraban las finanzas y se encargaban de los suministros y la paga a los soldados.
- Un commentariense, encargados de los registros y de la justicia criminal.
- Un corniculario, que ayudaba al principe y asumía sus funciones cuando este no estaba.
- Varios adiutores encargado de las cuestiones jurídicas civiles y que eran asistido por ayudantes (subadiuvae).
- Un Regerendari encargado del transporte y comunicaciones entre las unidades militares.
- Varios Exceptores que se aseguraban de que las órdenes del Estado Mayor eran entendidas y cumplidas por las unidades.
- Varios Singulares et reliquii officiales quienes eran el resto del personal que trabajaba en el Estado Mayor.

## Tropas bajo su mando

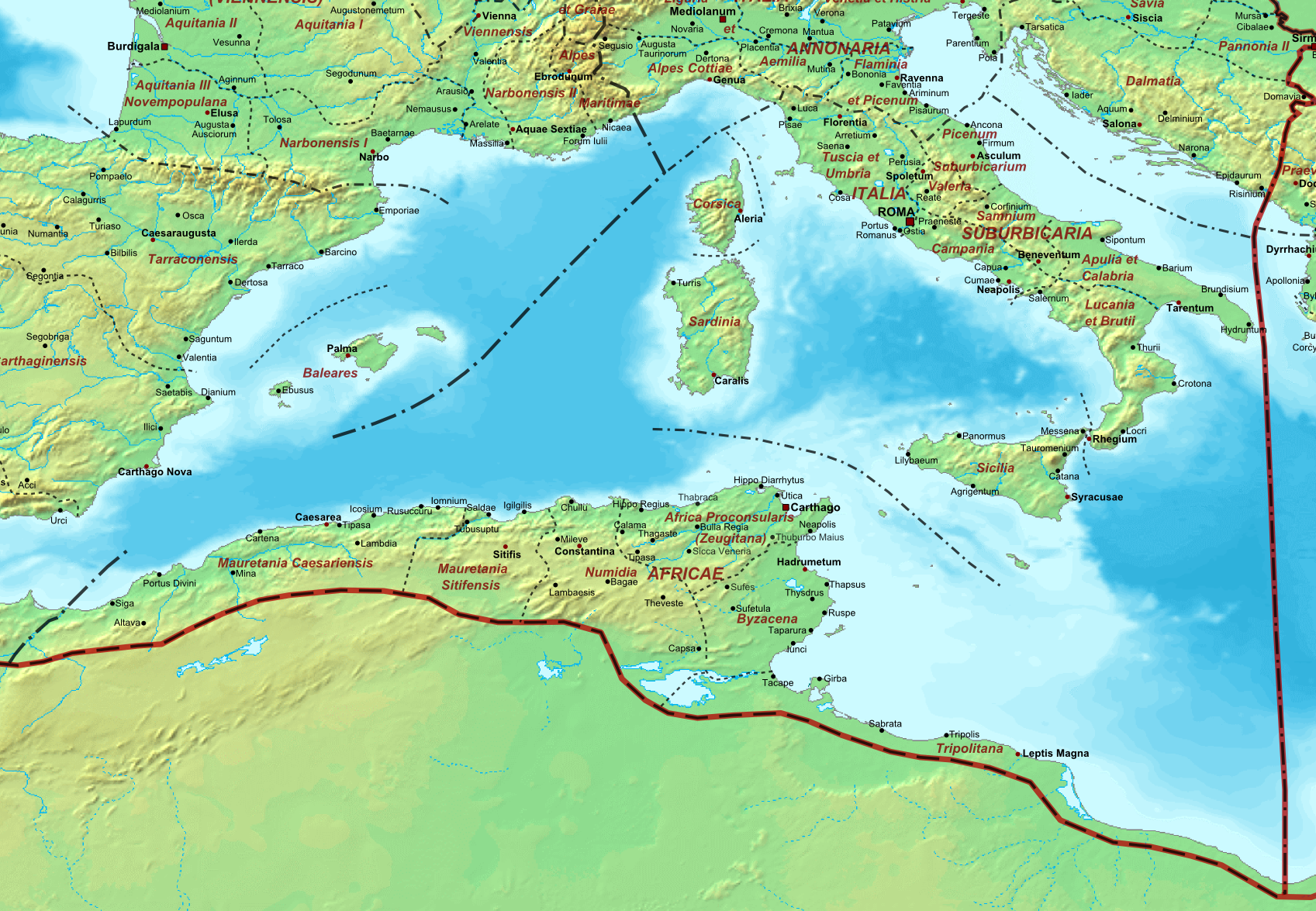
Mapa de la diócesis de África. El dux provinciae Tripolitaniae comandaba las tropas estacionadas en la provincia de Tripolitania.

El arqueólogo John Wilkes determinó que, en el momento de redactarse la Notitia dignitatum, el grupo de tropas a su cargo se componía de 14 unidades:
A) Doce unidades estacionadas en el interior:
- Limes Macomadensis estacionados en Macomades (Mizdal).
- Limes Tentheitanus estacionados en Tentheos (Zintan).
- Limes Madensis de ubicación incierta.
- Limes Tillibarensis estacionados en Tillibari (Remada).
- Limes Talatensis estacionados en Talalati (Ras El Aïn Tlalet).
- Limes Bizeritanus estacionados en Bezeros (Bir Rhezene).
- Limes Tintiberitani estacionados en lugar desconocido.
- Limes Bubensis estacionados en lugar desconocido.
- Limes Mamucensis estacionados en lugar desconocido.
- Limes Balensis estacionados en lugar desconocido.
- Limes Varensis estacionados en lugar desconocido.
- Limes Sarcitanus estacionados en lugar desconocido.

B) Dos unidades estacionadas en la costa:
- Milites Fortenses estacionados en Lepcis Magna (junto a Trípoli).
- Milites munifices estacionados en Mada (Sebkha Tauorga).

Las últimas dos unidades parecen ser destacamentos de unidades asignadas al comes Africae. El resto estaban formadas por tribus de gentiles, personas de fuera del imperio, a los que se les concedían tierras en la frontera a cambio de su participación en la defensa de la misma bajo la dirección de oficiales romanos.

## Titulares conocidos
- (finales del siglo IV) Flavio Macedonio.[10]
- (393) Silvano.[11]
- (406) Nestorio.[12]
- (408/423) Flavio Ortigio.[13]
- (534-536) Juan Troglita.[6]
- (543) Sergio.[6]
- (547) Rufino.[6]